# Wittgenstein Centre for Demography and Global Human Capital
Das Wittgenstein Centre for Demography and Global Human Capital  (IIASA, ÖAW, Universität Wien) ist eine Forschungskooperation zwischen dem in Laxenburg angesiedelten Internationalen Institut für angewandte Systemanalyse, dem Vienna Institute of Demography der Österreichischen Akademie der Wissenschaften und der Universität Wien, beide in Wien. Von 2011 bis 2019 war die Wirtschaftsuniversität Wien (WU) die universitäre Säule des Zentrums.
Das Wittgenstein Centre wurde 2010 durch den Demografen Wolfgang Lutz gegründet, der damals gerade den Wittgenstein-Preis verliehen bekommen hatte.
Dabei handelt es sich um die höchste österreichische Anerkennung im Bereich der Wissenschaften durch den Fonds zur Förderung der wissenschaftlichen Forschung, wobei Lutz der erste Preisträger aus den Sozialwissenschaften war. Er verwendete die Dotation von 1,5 Millionen Euro für die Schaffung des Wittgenstein Centre, indem er mehrere bereits bestehende demografische Forschungsinstitute in und um Wien zusammenfasste, die auch zuvor miteinander kooperiert hatten, aber nicht unter dem Dach einer gemeinsamen Einrichtung. Diese drei „Säulen“ (pillar institutions) – das World Population Program des Internationalen Instituts für angewandte Systemanalyse (IIASA), das Vienna Institute of Demography der Österreichischen Akademie der Wissenschaften (ÖAW) sowie das Institut für Demografie an der Universität Wien  – legen jeweils unterschiedliche Forschungsschwerpunkte und können daher ihre Stärken auf den Gebieten Demografie, Bildung von Humankapital und Analyse des Nutzens von Gesundheitsvorsorge und Bildung ideal kombinieren.
Ziel des Wittgenstein Centre ist es, eine solide wissenschaftliche Basis für politische Entscheidungen auf unterschiedlichen Ebenen im Sinne des Wohlergehens der gesamten Menschheit in einer globalen Perspektive bereitzustellen, und zwar durch ein besseres Verständnis der Folgen von sich wandelnden Bevölkerungsstrukturen und Investitionen in das Humankapital.
Das Wittgenstein Centre wird derzeit geleitet von seinem Gründer, Direktor Wolfgang Lutz, sowie von Jesús Crespo Cuaresma (Director of Economic Analysis), Alexia Fürnkranz-Prskawetz (Director of Research Training), Raya Muttarak (Director of Population, Environment and Sustainable Development) und Sergei Scherbov (Director of Demographic Analysis). Die wissenschaftliche Beratung und Begleitung wird durch einen internationalen wissenschaftlichen Beirat gewährleistet, dem gegenwärtig Sir Partha Dasgupta vorsteht.
In den drei pillar institutions sind derzeit rund 60 wissenschaftliche sowie etwa zehn administrative Mitarbeiter beschäftigt. 
Am 9. September 2015 feierte das Wittgenstein Centre den Einzug und zugleich sein fünfjähriges Bestehen, gemeinsam mit den 40-jährigen Jubiläen sowohl des IIASA und des VID. Zu diesem Anlass wurde ein Symposion zum Thema "Demography that Matters" abgehalten.

## Forschungsgebiete
Das Wittgenstein Centre betreibt mit multidisziplinären Methoden die Erforschung aller Aspekte von Humankapital und Populationsdynamik, um die Auswirkungen dieser Variablen auf das langfristige menschliche Wohlergehen zu untersuchen. Dabei liegen die Schwerpunkte insbesondere auf den folgenden Forschungsthemen:
- menschliche Fertilität und Fortpflanzung
- Bildungspolitik und Bildungsplanung
- Migration und Bildung
- Gesundheit und Mortalität
- kognitives Altern
- Modelle zur Humankapitalbildung
- Human capital data lab
- Populationsdynamik und Altern
- differentielle Vulnerabilität bei Naturkatastrophen
- ökonomische Beziehungen zwischen Altern und Arbeitsmarkt

Die aktuellsten Forschungsergebnisse von einigen der im Wittgenstein Centre tätigen Wissenschaftler, vor allem jene zum Bildungsgrad nach Lebensalter und Geschlecht in 195 Ländern, aber auch über Trends in Fertilität, Mortalität, Migration und Ausbildungsstand für die Großregionen der Welt werden in dem 2014 erschienenen, von Wolfgang Lutz, William P. Butz and Samir KC herausgegebenen Sammelband World Population and Human Capital in the Twenty-First Century zusammengefasst.
Die Daten, die diesen Studien zugrunde liegen, sind frei verfügbar, und zwar über den Wittgenstein Centre Data Explorer, mit dem sich globale Populationsprojektionen aufgeschlüsselt nach Ländern, Regionen, Geschlecht, Lebensalter, Zeitspannen und einer Reihe von weiteren Indikatoren auswählen und downloaden lassen (siehe Link weiter unten).